# Tales from an Old Basque
Último disco de L'Olimpe antes de su separación. Los sonidos herméticos se incrementan en este periodo de la banda. Más oscura, se encierra en sí misma, notándose así el mal clima entre sus integrantes que finalmente llevará a su separación. 

## Disco
Tales from an Old Basque (1988)
I've gone Barzerk
Without respect
Grande Ronda
Cigarette expertise
In a room like this
Pour une milliard d'ans
- Datos: Q2917877